# Matthias Theisen
Pour les articles homonymes, voir Theisen.
Matthias Theisen (né le 30 janvier 1885 à Essen, mort le 10 avril 1933 à Brunswick) est un syndicaliste et homme politique allemand, victime du nazisme.

## Biographie
Theisen est directeur général de l'organisme payeur du syndicat du bâtiment de Brunswick et est jusqu'en 1928 l'unique membre du KPD au conseil municipal de Brunswick. En 1929, lors de l'élection comme maire de Brunswick d'Ernst Böhme, maire de Magdebourg et membre du SPD, le KPD lui demande de démissionner de son mandat. Theisen refuse d'abord puis rejoint le SPD et est réélu en 1931 en tant que conseiller social-démocrate.
Après la Machtergreifung, Theisen réussit d'abord à échapper à l'arrestation en s'échappant, mais sa cachette est trahie. Theisen est pris le 25 mars 1933, le même jour qu'Ernst Böhme, dans son appartement par des membres de la SS, passé à tabac en présence de son épouse, puis emmené sur le quartier général, la Volksfreund-Haus, ancien quartier général du SPD, où il est torturé longtemps. L'un des objectifs de la torture est de forcer Theisen à renoncer à son mandat de conseil municipal, mais il refuse. Friedrich Alpers, ministre de la Justice et des Finances de l'État libre de Brunswick, membre du NSDAP, est un temps présent lors des mauvais traitements.
L'épouse de Theisen réussit à amener son mari gravement blessé à l'hôpital Saint-Vincent, où il meurt malgré les efforts intenses déployés quelques jours plus tard des suites de sévices graves. Son corps est tellement défiguré par la torture que le médecin légiste, le docteur Waldvogel, prend des photos. Un confrère le dénoncé à la Gestapo. Waldvogel échappe à une arrestation en se suicidant.
Après la mort de Theisen, son épouse et le comité central du syndicat du bâtiment de Berlin dénoncent le meurtre au parquet du procureur de Brunswick. Il saisit le corps de Theisen. En conséquence, la mort de Theisen est reconnue publiquement comme conséquente de la maltraitance des SS, un cas très rare à l'époque où la mort par torture est rarement instruite et confirmée.